# Бранковичи
Бра́нковичи (серб. Бранковићи) — последняя династия правителей Сербской деспотовины (1427—1459), наследовавшая Лазаревичам. Несколько представителей рода причислены Сербской православной церковью к лику святых. С 1464 года на службе у венгерской короны.
Родоначальник Младен в 1330-е годы воеводствовал при сербских царях Стефане III Дечанском и Стефане IV Душане. Брат Младена, жупан Николай, в 1329 году правил на севере нынешней Албании. Сын Младена севастократор Бранко Младенович правил Охридом в качестве вассала царя Уроша V.
Старший сын Бранко Николай Радоня (ум. 1399) женился на Елене, сестре сербского короля Вукашина и деспота Углеши. После смерти жены и двух дочерей принял монашество с именем «Роман» в афонском монастыре Хиландар (1365).
Сын Бранко Вук Бранкович около 1370 года стал владетелем области Косово. Вук был зятем князя Лазаря и участвовал в битве на Косовом поле в 1389 году. В 70-х годах XIV века Вук присоединил к своему имени династическое имя угасшего рода Неманичей Стефан и стал именовать себя «господином … северным странам, градовом и землям, Серблем и Греком и Подунаю», при этом он подчинялся своему тестю князю Лазарю. Около 1396 года султан Баязид I изгнал Вука из его владений и он умер в изгнании 6 октября 1397 года.

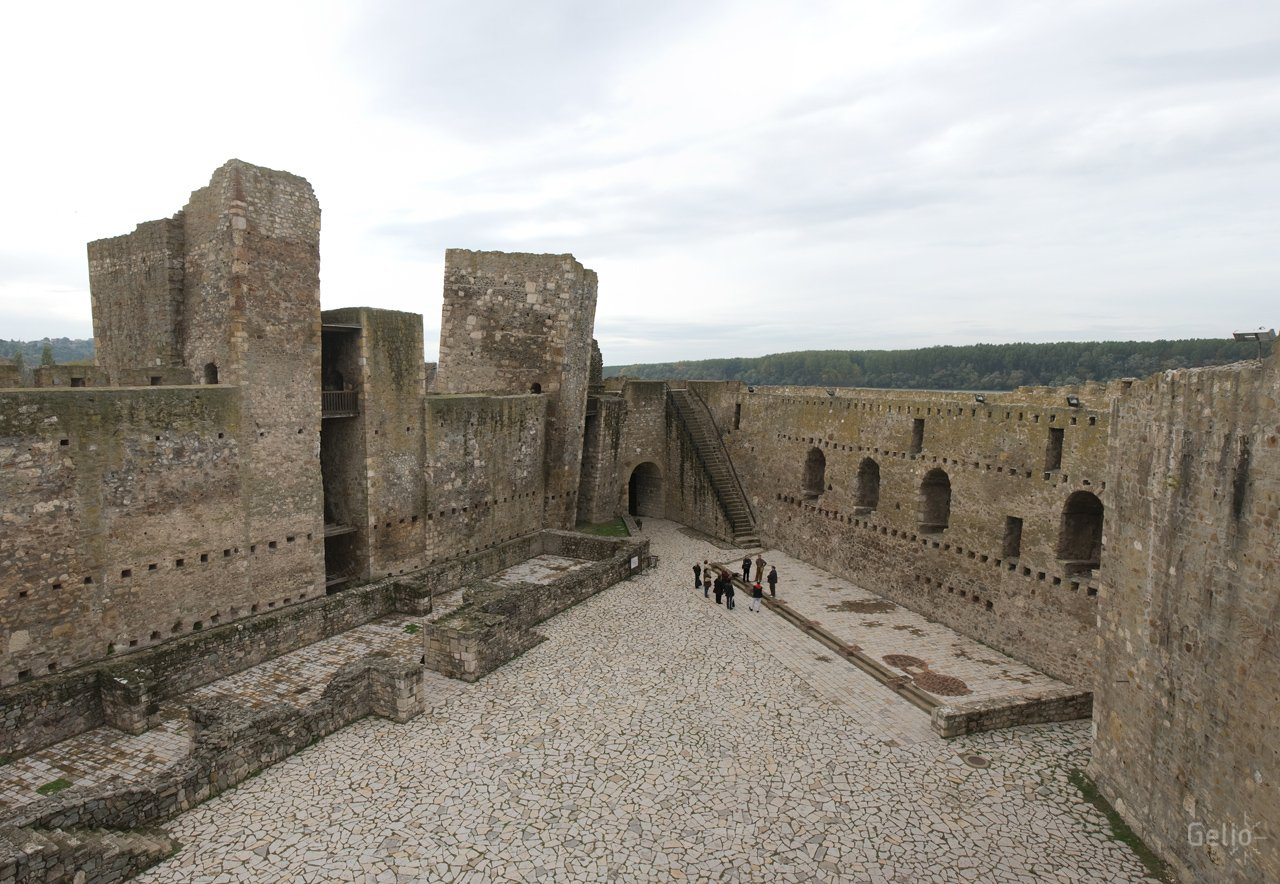
Смедеревская крепость, откуда Бранковичи правили средневековой Сербией

В 1427-56 гг. Сербской деспотией на правах последнего внука князя Лазаря правил Георгий Бранкович, которому в 1456-59 гг. наследовал сын от брака с Ириной Кантакузиной — Стефан Бранкович, муж Ангелины Аранити и свояк Скандербега. Младший брат Стефана, Лазарь Бранкович, взял в жёны старшую сестру Софии Палеолог; их потомки — старшие среди наследников последних императоров Византии. Их дочь вышла замуж за боснийского короля Стефана Томашевича. В 1459 году Смедеревская крепость пала под ударами османского султана; это событие ознаменовало конец правления Бранковичей и средневековой сербской государственности.
Согласно одной из генеалогических реконструкций, последними в роду Бранкович были внучки Стефана — Анна и Мария «Деспотовны», которые после турецкого нашествия нашли прибежище в Великом княжестве Литовском, где были выданы замуж за православных князей Фёдора Сангушко и Ивана Вишневецкого, соответственно. Овдовев, сёстры вступили в повторные браки с князьями Николаем Збаражским и Александром Чарторыйским. Через мать из рода Якшичей они приходились двоюродными сёстрами Анне Глинской — бабушке Ивана Грозного.

### Старшая ветвьНеманичей
- 1.Стефан I Неманя (1166—1199), женат на Анне
- 1.1.Вукан II, правитель Зеты (1196—1208) и Рашки (1202—1204)
- 1.1.1.Георгий
- 1.1.2.Дмитрий
- 1.1.2.1.Вратислав
- 1.1.2.1.1.Вратко
- 1.1.2.1.1.а. Милица + Лазарь Хребелянович(1371—1389)
- 1.1.2.1.1.а.1.Стефан Лазаревич (1389—1427)
- 1.1.2.1.1.а.а. Мара + Вук Бранкович

### Бранковичи
- 1.Бранко Младенович, севастократор
- 1.1.Вук Бранкович
- 1.1.1.Григур Бранкович
- 1.1.2.Юрий Бранкович, деспот (1427—1456), женат на Ирине Кантакузиной
- 1.1.2.1.Григур
- 1.1.2.1.1.Вук Григуриевич, деспот (1471—1485))
- 1.1.2.2.Стефан III Бранкович, деспот (1458—1459) + Ангелина Сербская Аранити
- 1.1.2.2.1.Дьердь Бранкович
- 1.1.2.2.2.Иоанн Бранкович
- 1.1.2.2.а. Мария + Бонифаций III, маркграф Монтферрата
- 1.1.2.2.б. Милица + Негу Басараб, князь Валахии
- 1.1.2.3.Лазарь II Бранкович, деспот (1456—1458) + Елена Палеолог
- 1.1.2.3.а. Мария + Степан Томашевич
- 1.1.2.3.б. Ирина
- 1.1.2.3.в. Милица
- 1.1.2.а. Мара + Мурад II, османский султан
- 1.1.2.б. Катерина + Ульрих Цилли
- 1.1.3.Лазарь
- 1.2.Григур Бранкович
- 1.3.Никола Бранкович, женат на Елене Мрнявчевич
- 1.а. Феодора + Георгий Топия, князь Дурреса